# Иджеван
Иджеван (на арменски: Իջևան) е град, административен център на провинция Тавуш, Армения. Населението му през 2011 година е 21 081 души.

## Население
- 1990 – 18 081 души
- 2001 – 15 370 души
- 2009 – 20 491 души
- 2011 – 21 081 души